# Baier (Rhön)

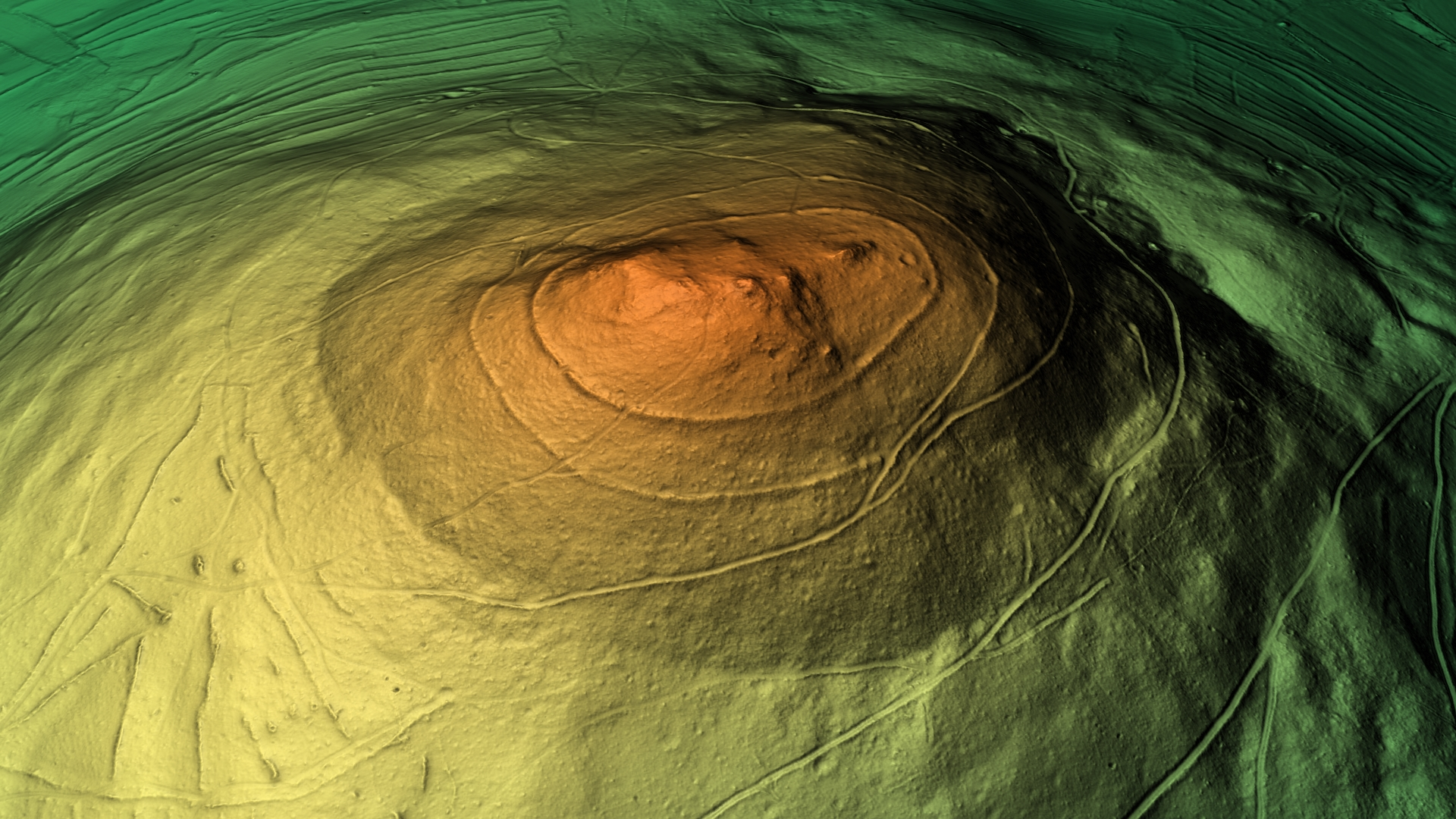
3D-Ansicht des digitalen Geländemodells

Der Baier ist ein 713,9 m ü. NHN hoher Kegelberg vulkanischen Ursprungs am Nordrand der Rhön in Thüringen.

## Geografische Lage
Der Baier liegt im Gemeindegebiet Weilars, 3 km nordwestlich von Dermbach und 10 km südwestlich von Bad Salzungen im Wartburgkreis. 
Naturräumlich gehört der Berg zum tertiären Vulkanfeld der Kuppenrhön, genauer der Auersberger Kuppenrhön, die Teil des Biosphärenreservats Rhön ist. Seine markante Kegelform ist besonders von Norden erkennbar.

## Geschichte
Im Gipfelbereich am Nord- und Osthang des Berges zeichnen sich noch heute erkennbar zwei konzentrische Ringwälle aus Basaltfindlingen ab, die das Gipfelplateau schützend umgaben. Der innere Ring liegt etwa 15 m unterhalb der Kuppe, der äußere etwa 30 m.
Auf der Nordseite bot ein großflächiges Blockmeer natürlichen Schutz und störte die Ausbildung des Walls. Der nördliche und südliche Teil des äußeren Ringwalls besitzt zwei Unterbrechungen, die man als Zugänge (durch Tore gesichert) wertet. Die geschützte Gesamtfläche beträgt etwa 3 Hektar. Die Anlage wird durch Keramik als Siedlungsfläche der vorrömischen Eisenzeit datiert.
An der Ostseite des Baier befindet sich als spätmittelalterlicher Siedlungsansatz der Bayershof mit almartigen Wiesen und Verbindungswegen nach Gehaus, Weilar und Oberalba. Er war im Besitz der Herren von Boyneburg zu Weilar (Herrschaft Lengsfeld) und dient heute als (private) Wanderherberge.
Etwa 500 Meter nördlich des Gehöftes in der Flur Dorniges Gehege befindet sich im Gehölz eine Gruppe von insgesamt 9 Hügelgräbern die durch Grabungsfunde in die Bronzezeit und vorrömische Eisenzeit datiert werden. Die drei am Wanderweg befindlichen Hügelgräber können auch von Laien gut erkannt werden, die Sechsergruppe kann nur mit Mühe im Gelände erkannt werden, da die Hügel bereits stark verflacht sind.
Etwa 500 Meter südlich des Gehöftes befindet sich an der Zufahrtsstraße von Weilar noch ein einzelnes Hügelgrab. Es wurde bereits 1836 geöffnet und enthielt bronzezeitliche Beigaben als Totenschmuck. Die Untersuchungen wurden durch den Dermbacher Altertumsforscher Ferdinand Keller (im Hauptberuf Apotheker) vorgenommen. Bereits zum Anfang des 19. Jahrhunderts wurde auf dem Gipfel des markanten Berges ein trigonometrisches Signal errichtet. Der Berg konnte so von umliegenden Beobachtungspunkten (Inselsberg, Wartburg, Kreuzberg u. a.) anvisiert und zur Landesvermessung genutzt werden. Der Reiseschriftsteller August Trinius berichtet 1890 im vierten Band seiner Thüringer Wanderbücher davon und erwähnt, dass er ein Holzlattengerüst mit Leitern bestiegen habe. Auf der Westseite des Gipfels wurde ein Aussichtspunkt errichtet mit Blick zum Hessischen Kegelspiel.  Am 17. Mai 1914 wurde auf dem Baier der Karl-August-Turm eingeweiht, der bei einem Brand 1988 zerstört wurde.

## Wandern
Der Hauptwanderweg T4 führt von Dermbach nach Vacha am Osthang des Baier entlang, es besteht die Möglichkeit z. B. vom Parkplatz an der Emberghütte diesen Wanderweg auf dem etwas niedrigeren Emberg bei Oberalba zu begehen. Direktaufstiege sind auch vom zuständigen Rhönclub-Wanderverein Dermbach mit Startpunkten in Unteralba, Weilar und Gehaus ausgeschildert.

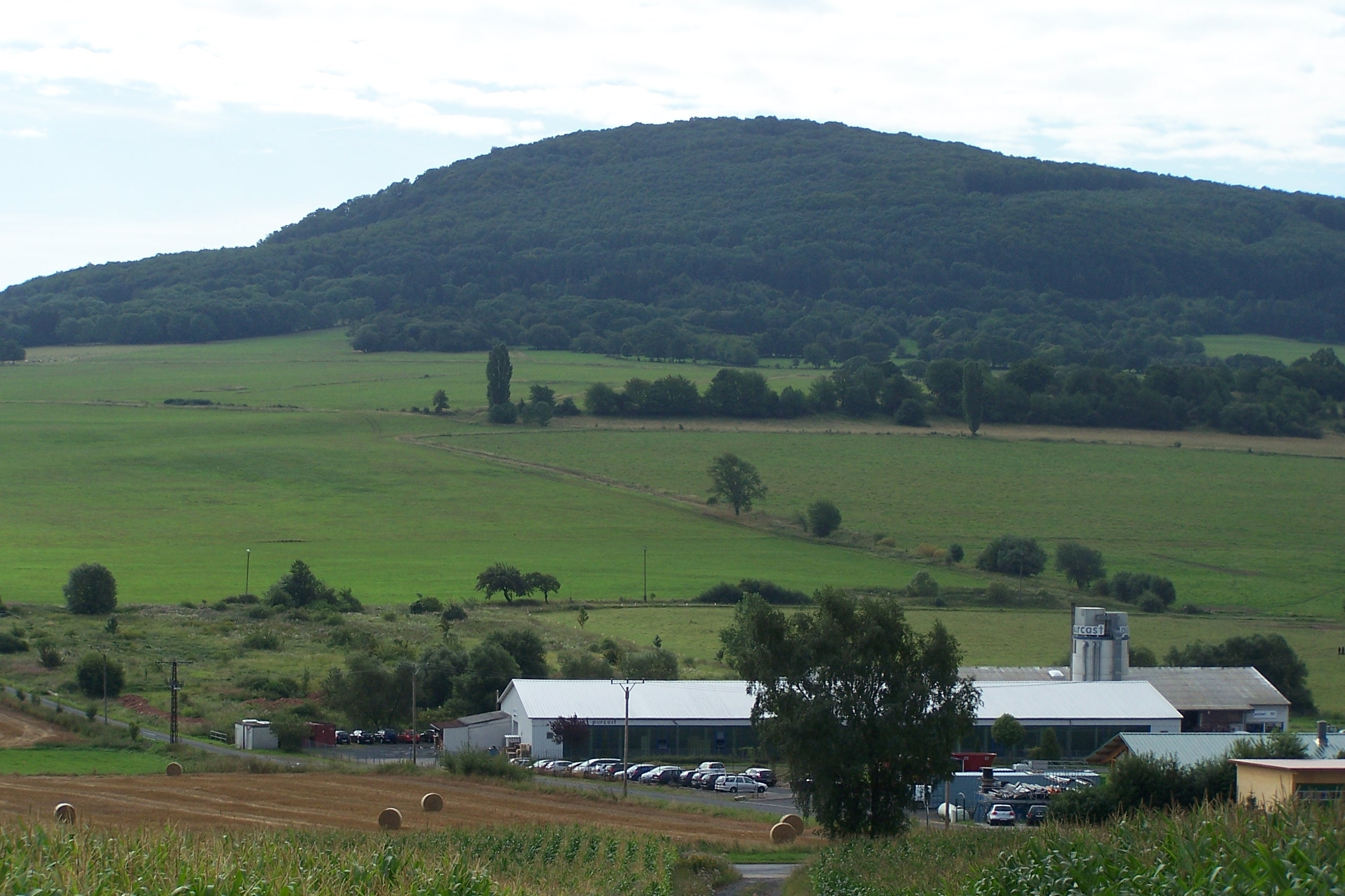
Norden (Gehaus – 2½ km)
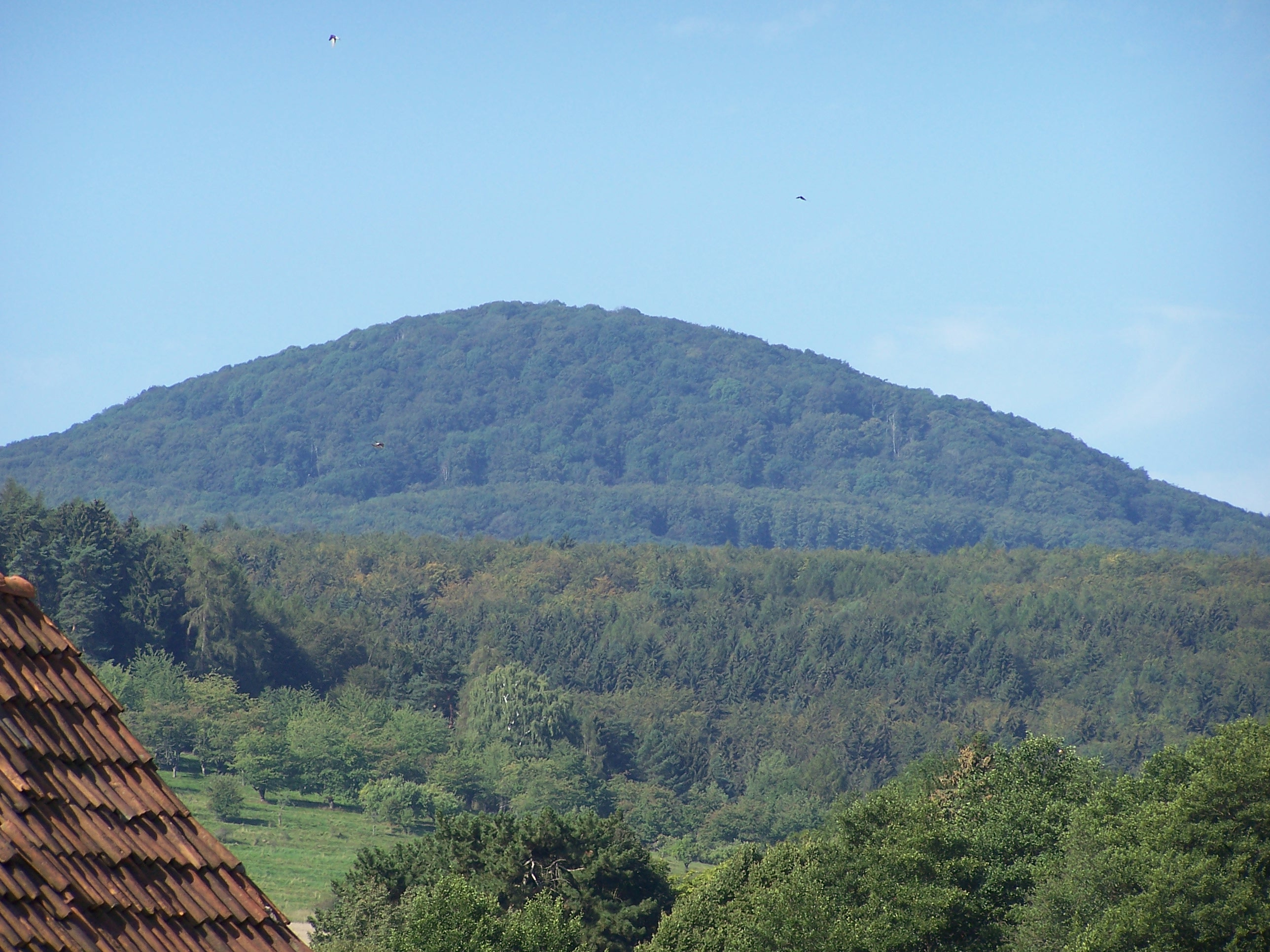
Osten (Weilar – 4 km)
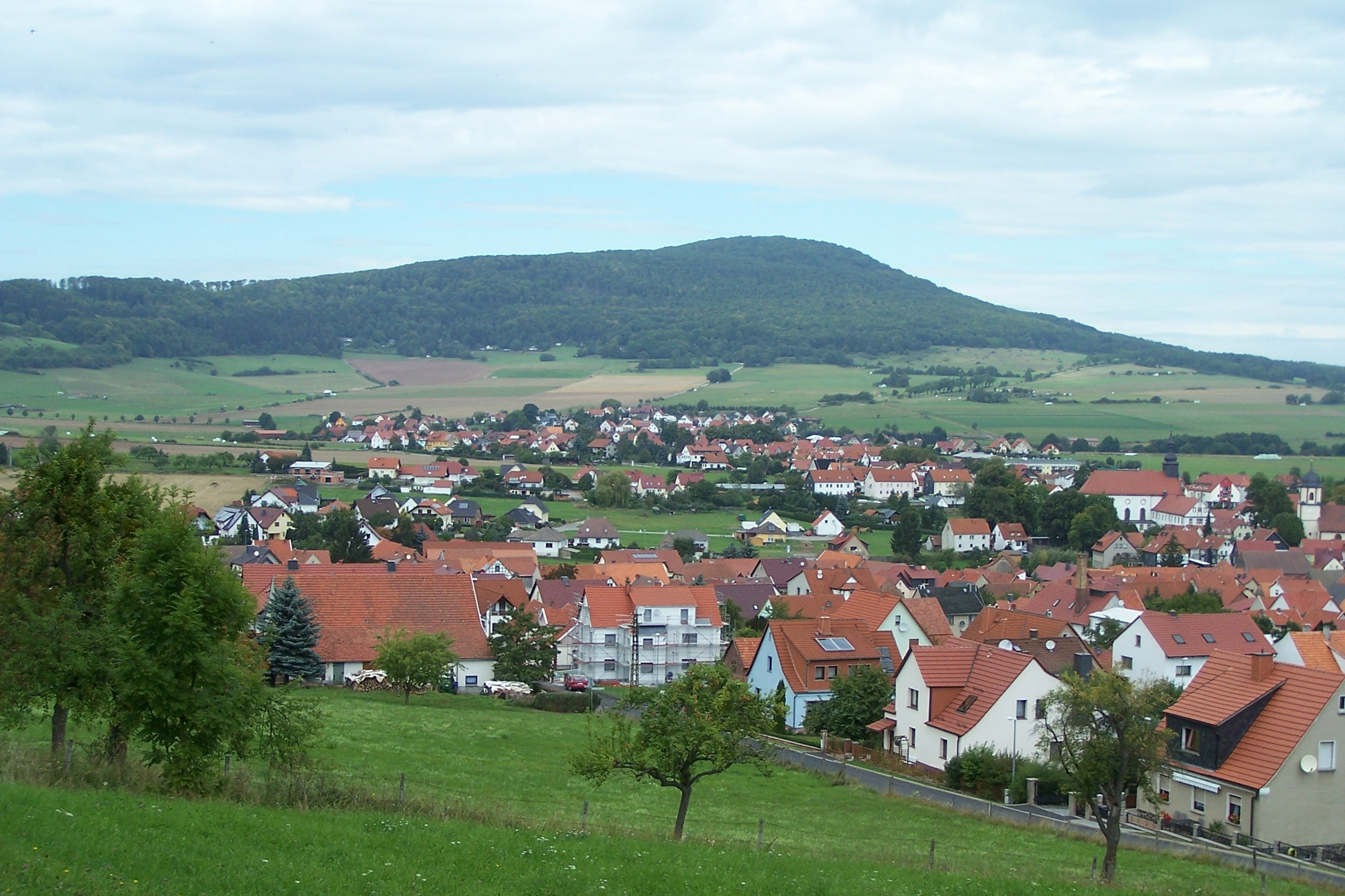
Süden (Dermbach – 4 km)
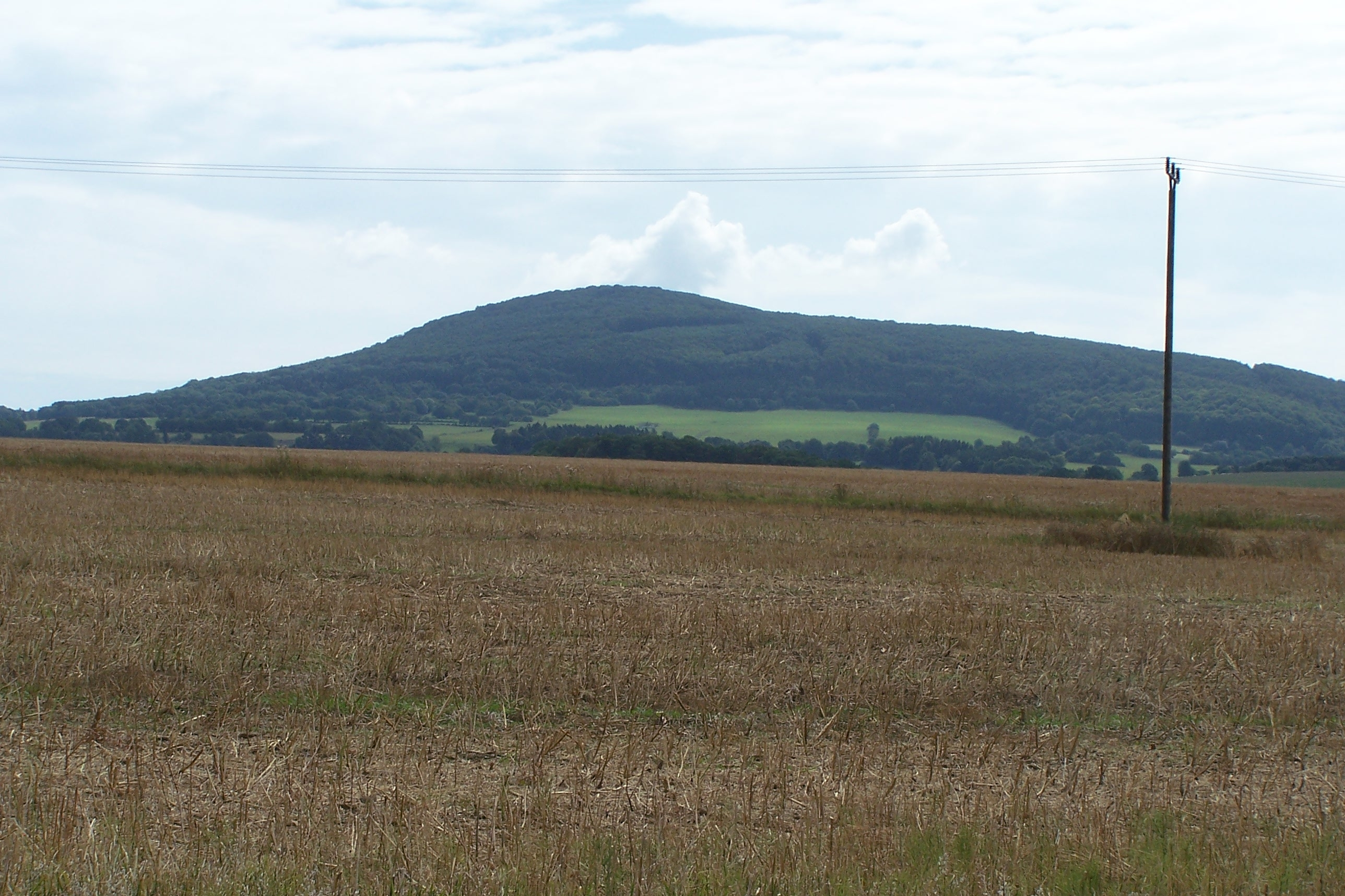
Westen (Mariengart  – 4 km)
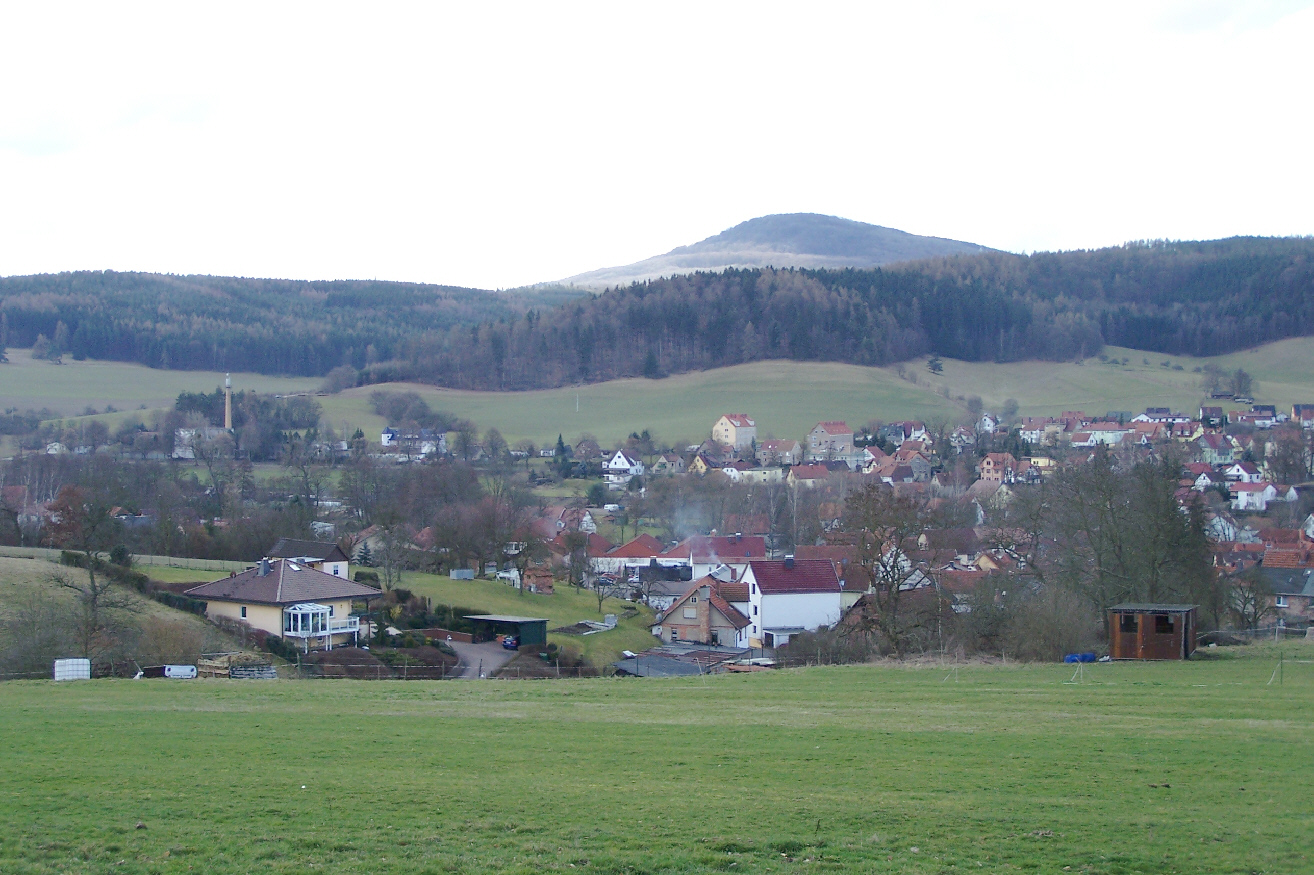
Nordosten (Stadtlengsfeld  – 4½ km)
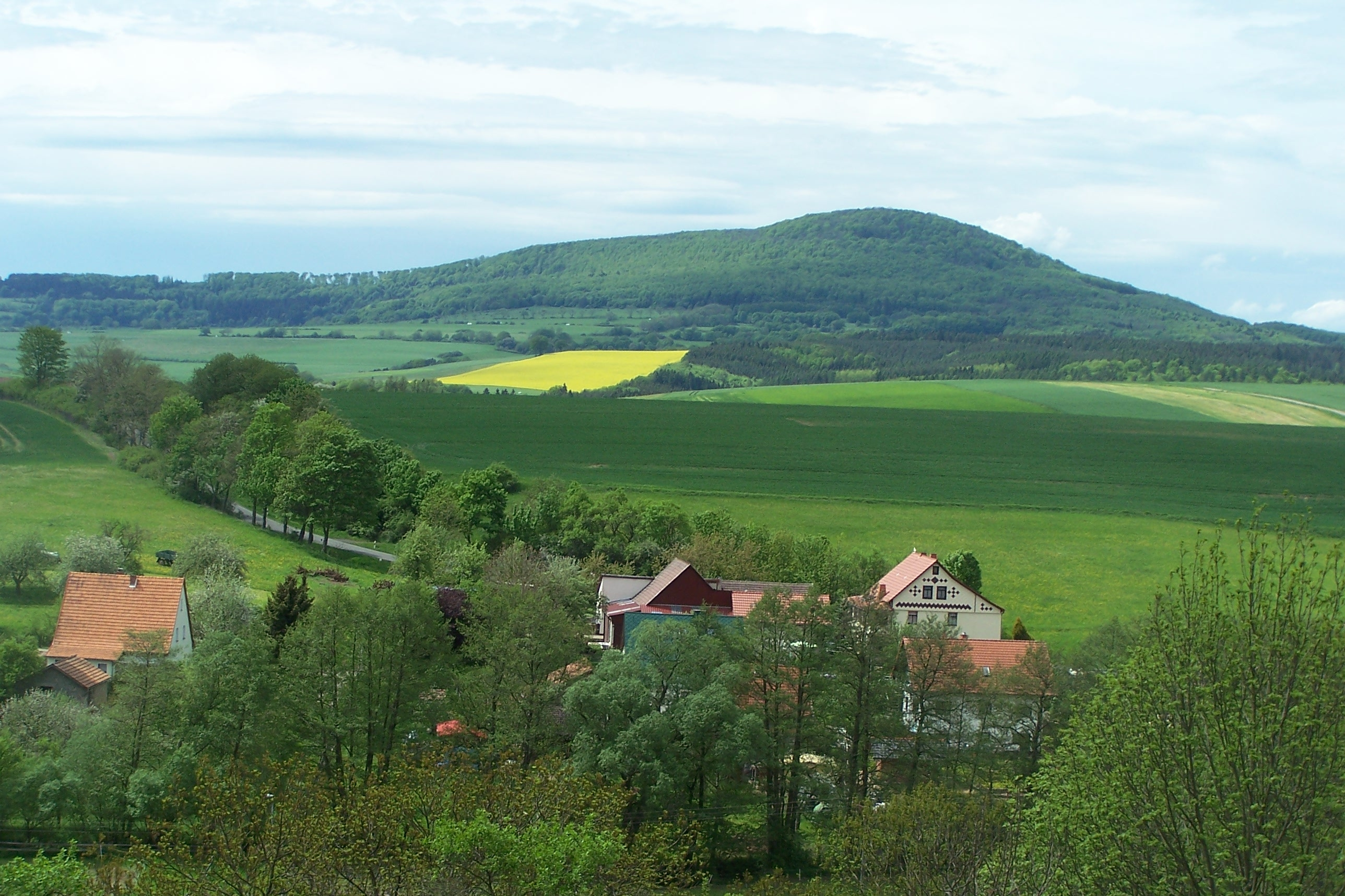
Osten (Urnshausen – 5 km)
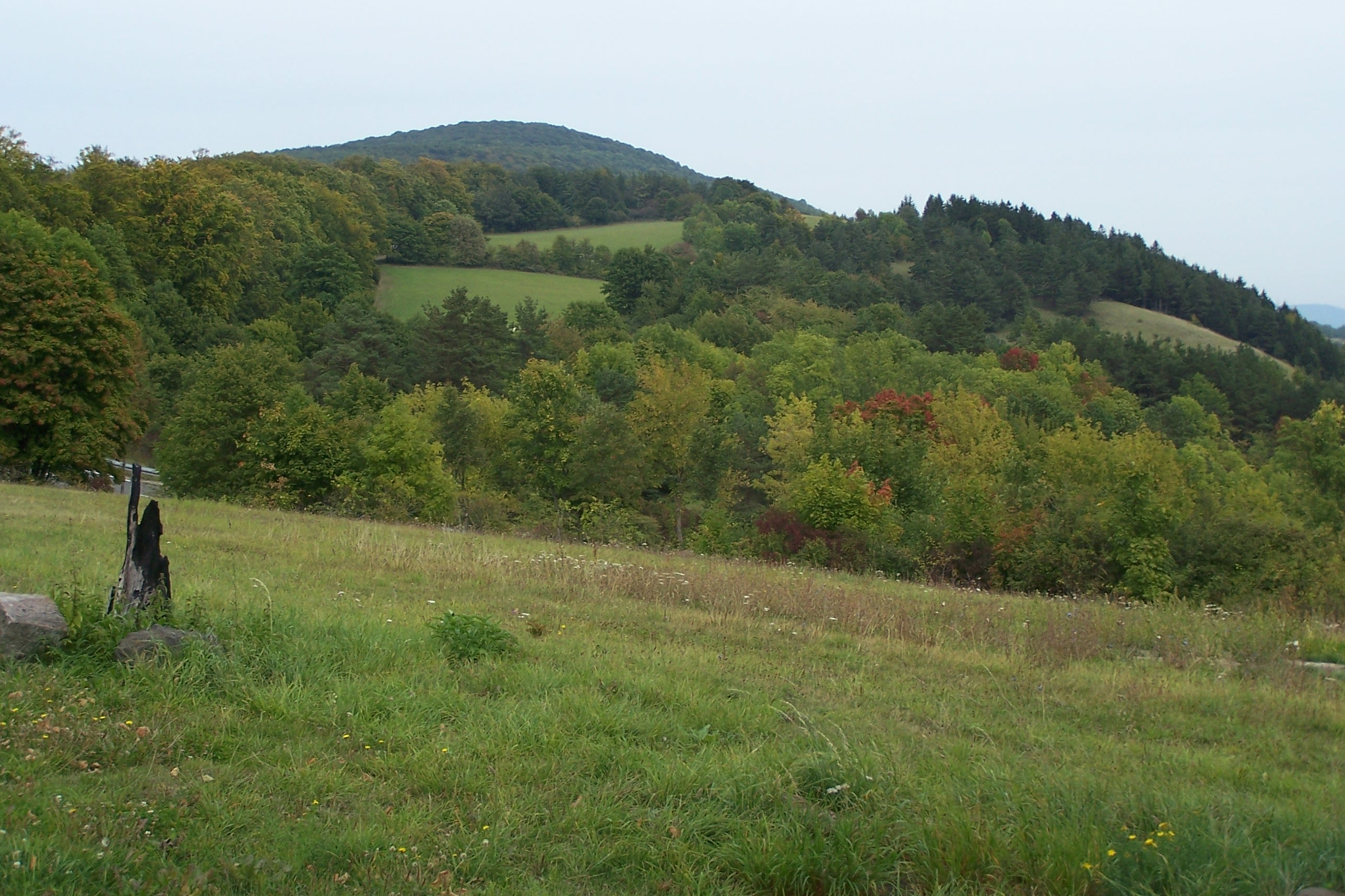
Süden (Parkplatz Emberghütte bei Oberalba – 2½ km)